# 歐陸風雲III
《歐陸風雲III》是Paradox Development Studio所研發的大型戰略遊戲。遊戲年代始於1453年，以君士坦丁堡淪陷為第一個時間點。其後續直到1789年，法國大革命剛發生時為第二個時間點。而玩家將帶領遊戲內所選擇的國家，在這兩段漫長的歷史時間中，處理宣戰、外交和經貿等等相關國家事務。因《歐陸風雲III》其遊戲畫面設計採用3D引擎，所以系統配置對顯示卡的要求須支援Pixel Shader 2.0。《歐陸風雲III》遊戲地圖由1700個陸地省份與海洋區塊，組成250個歷史上著名的國家。

## 游戏
玩家可以自由选择游戏开始时间及国家。游戏中，可以将自己的国家塑造成不同的类型。国家的政府体制包括君主制，商业共和制，共和制，政教合一及部落体制等，不同的体制又划分为多种类型。玩家可以通过调整国策界面的“滑杆”，改变自己国家的国策如中央集权/地方分权等。可以聘请三十多种顾问，不同的顾问有不同的修正效果。随着科技的发展，还可以选择国家理念，如“定期军事操练”等。
游戏可以自由选择如明朝，卡斯提尔等这样的大国，也可以选择如马尔代夫这样的小国。游戏没有正式的胜利条件。美洲，非洲，亚洲，大洋洲等地区的一些省份可以进行殖民。

## 资料片
游戏發行了四部资料片：《拿破崙的野心》、《名義》、《王位繼承人》和《神風》。

### 神風
第四部资料片《歐陸風雲III：神風》（英語：Europa Universalis III:Divine Wind）在2010年12月14日发售，并由Virtual Programming于2011年3月16日发行Mac OS X版本。资料篇有5.0、5.1、5.3三個版本，分别有以下变化：
- 明朝省份增加、但同時增加了派系限制，并增加“天命”BUFF。
- 增加了游牧国家。游牧国家将会与没有与其签订休战协议的邻近国家自动发生战争，其他国家可通过占领游牧国家领土并派遣殖民队使其叛变到该国。与游牧国家签订合约时，只有“进贡”和“承认失败”两项条款。
- 日本出现四个大名：源氏、橘氏、平氏、藤原氏。
- 增加成就系统（後來遭到刪除）。
- 增加了经济、要塞、科技等等新地图模式。

## 特色
- 網羅1700個陸地省份與海洋區塊的3D地形圖。
- 複雜精細的內政、宗教、外交以及軍事指令。
- 玩家可以選擇操控大部分世界強權。
- 超過400年的現實橫跨。
- 遊戲雖為即時制，但是可以調節遊戲速度快慢，且可以隨時暫停以思考下一步戰略走向。
- 玩家可以依自己的想法，自由的決定所控制國家的政府形態、社會結構、貿易政策等。
- 玩家可以依自己所控制國家的「國家理念」，為自己的國家嘗試不同的歷史走向。
- 世界上知名的歷史人物如艾薩克·牛頓、笛卡爾、莫札特，在遊戲中可聘用為玩家指導顧問。
- 玩家可以指使皇室聯姻和發送侮辱信等等靈活的外交手段。
- 玩家可以自由的編輯250個歷史國家建立地點與時間點。
- 遊戲中會出現4000名不同的君王和1000名特殊人物。
- 高達100名不同單位的兵種。
- 多人遊戲可支援多名玩家同时使用不同的国家进行游戏。

## 外部連結
- 《歐陸風雲III》官方網頁 （页面存档备份，存于）
- 《歐陸風雲III》官方討論區
- 《歐陸風雲III》Wiki
- Gamespot's article （页面存档备份，存于）